# Doxocopa pavonii
Doxocopa pavonii är en fjärilsart som beskrevs av Pierre André Latreille 1805. Doxocopa pavonii ingår i släktet Doxocopa och familjen praktfjärilar. Inga underarter finns listade i Catalogue of Life.